# Trent Gardner
Trent Gardner (Fairfield, 10 ottobre 1961 – New York, 11 giugno 2016) è stato un tastierista statunitense, noto per aver suonato in gruppi quali Magellan e Telergy, nonché per la sua intensa attività come compositore per vari progetti progressive metal. Era il fratello di Wayne Gardner.

## Biografia
Nato in California, ma trasferitosi giovanissimo a New York, era fratello di Wayne Gardner, con il quale fondò il gruppo Magellan.

## Discografia

### Con i Magellan
- Innocent God (2007)
- Symphony for a Misanthrope (2005)
- Impossible Figures (2003)
- Hundred Year Flood (2002)
- Test of Wills (1997)
- Impending Ascension (1993)
- Hour of Restoration (1991)

### Con gli Explorer Club
- Age of Impact (1997)
- Raising the Mammoth (2002)

### AA.VV.
- Leonardo: The Absolute Man (2001)

### Collaborazioni (parziale)
- 1999 - James Murphy - Feeding the Machine
- 2000 - Steve Walsh - Glossolalia
- 2002 - James LaBrie - MullMuzzler 2
- 2001 - December People - Sounds Like Christmas
- 2003 - Jazz Foster III - JazzRaptor
- 2005 - XCarnation - Grounded
- 2008 - Jazz Foster III - Jazzraptor's secret
- 2017 - Robert Lamm - Time Chills:A Retrospective